# Haplogruppe R (Y-DNA)
Die Haplogruppe R des Y-Chromosoms ist eine Haplogruppe des menschlichen Y-Chromosoms und eine Untergruppe der Haplogruppe P. Die Mutation M207 trägt zu ihrer Unterscheidung bei.

## Ursprung
Es wird angenommen, dass die Haplogruppe R in Nordwestasien vor 30.000 bis 35.000 Jahren erstmals auftrat. Sie stammt von der Haplogruppe P ab, welche ursprünglich von Ost-Asiatischen Jägern und Sammlern verbreitet wurde. Sie ist die häufigste Haplogruppe in Europa und ebenso in Süd-, Zentralasien und im Kaukasus verbreitet. Seltenere Untergruppen finden sich in Australien, in Sibirien, bei amerikanischen Ureinwohnern, in Ägypten und Kamerun.

## Verbreitung der Untergruppen
Die Mehrheit der Träger von Haplogruppe R gehören der Haplogruppe R1 an, die durch Marker M173 unterschieden wird. R1 ist in Europa und Westasien sehr verbreitet. Es wird angenommen, dass seine Verbreitung mit der Wiederbesiedelung von Nord-Eurasien nach der letzten Eiszeit zusammenhängt. Seine Hauptuntergruppen sind R1a (SRY1532) und R1b (M343). Ein isolierter Stamm der Y-Chromosomen, die anscheinend zu Haplogruppe R1b1* (P25) gehören, wurde in hoher Konzentration unter der einheimischen Bevölkerung von Nordkamerun in West-Zentralafrika gefunden. Es wird angenommen, dass dies eine prähistorische Rückwanderung einer alten protoeurasischen Bevölkerung nach Afrika darstellt. Einige Forscher haben zudem über Y-Chromosomen der Haplogruppe T in geringer Konzentration in einigen dieser kamerunischen Bevölkerungen berichtet, die eine eurasische Ähnlichkeit aufweisen.
Einige Y-Chromosomen, die ihrerseits mit den kamerunischen R1b1* Chromosomen eng verwandt zu sein scheinen, werden in hoher Konzentration unter der modernen Bevölkerung in Ägypten gefunden. Viele moderne Bevölkerungen des Nordkamerun sprechen tschadische Sprachen, die als ein alter Zweig der afro-asiatischen Sprachfamilie eingestuft werden. Die ausgestorbene Sprache des Now der alten Ägypter gehörte derselben Sprachfamilie an.
Personen, deren Y-Chromosomen alle Mutationen an den internen Nullpunkten des Y-DNA-Baums unter Einbeziehung von M207 (der Haplogruppe R definiert) aufweisen, aber weder die Mutation M173 (definiert Haplogruppe R1) noch die Mutation M124 (definiert Haplogruppe R2) besitzen, werden Haplogruppe R* zugerechnet. Einige Fälle von Haplogruppe R* sind in den Proben der australischen Aborigines gefunden worden. Haplogruppe R* wurde auch in 10,3 % (10/97) einer Probe von Burusho und in 6,8 % (3/44) einer Probe von Kalash in Nordpakistan entdeckt.

## Untergruppen
Die Untergruppen der Haplogruppe R mit ihrer unterscheidenden Mutation, nach ihrer Gliederung, veröffentlicht 2010 von der International Society of Genetic Genealogy (ISOGG):
- R
- R1 (M173/P241, M306/S1,P225, P231, P233, P234, P236, P238, P242, P245, P286, P294)
  - R1a (L62/M513, L63/M511, L145/M449, L146/M420) Typisch für Bevölkerungen von Mittel- und Osteuropa, Zentralasien und Südasien, mit einer mittleren Verbreitung in Westeuropa, Südwestasien und Südsibirien
    - R1a1 (L120/M516, L122/M448, M459, SRY1532.2/SRY10831.2)
      - R1a1a (M17, M198, M417, M512, M514, M515)
        - R1a1a1 (M56)
        - R1a1a2 (M157)
        - R1a1a3 (M64.2, M87, M204)
        - R1a1a4 (P98)
        - R1a1a5 (PK5)
        - R1a1a6 (M434)
        - R1a1a7 (M458)
          - R1a1a7a (M334)
          - R1a1a7b (L260)
          - R1a1a7

        - R1a1a

      - R1a1

    - R1a

  - R1b (M343) Typisch für Bevölkerungen in Westeuropa, mit einer mittleren Verbreitung außerhalb Eurasiens und in Teilen von Afrika
    - R1b1 (P25, L278)
      - R1b1a (V88), wird in Zusammenhang mit der Ausbreitung der Tschadischen Sprachen (inkl. Altägyptisch) gesehen.
        - R1b1a1 (M18)
        - R1b1a2 (V8)
        - R1b1a3 (V35)
          - R1b1a3a (V7)
          - R1b1a3

        - R1b1a4 (V69)
        - R1b1a

      - R1b1b (P297)
        - R1b1b1 (M73)
        - R1b1b2 (L265, M269, S3, S10, S13, S17)
          - R1b1b2a (L23/S141, L49, L150)
            - R1b1b2a1 (L51/S167)
              - R1b1b2a1a (L11/S127, L52, L151, P310/S129, P311/S128)
                - R1b1b2a1a1 (M405/S21/U106)
                  - R1b1b2a1a1a (M467/S29/U198)
                  - R1b1b2a1a1b (P107)
                  - R1b1b2a1a1c (DYS439(Null)/L1/S26)
                  - R1b1b2a1a1d (L48/S162)
                    - R1b1b2a1a1d1 (L47)
                      - R1b1b2a1a1d1a (L44)
                        - R1b1b2a1a1d1a1 (L45, L46, L164)
                        - R1b1b2a1a1d1a

                      - R1b1b2a1a1d1

                    - R1b1b2a1a1d2 (L148)
                    - R1b1b2a1a1d

                  - R1b1b2a1a1e (L257)
                  - R1b1b2a1a1

                - R1b1b2a1a2 (P312/S116)
                  - R1b1b2a1a2a (M65)
                  - R1b1b2a1a2b (M153)
                  - R1b1b2a1a2c (M167/SRY2627)
                  - R1b1b2a1a2d (S28/U152)
                    - R1b1b2a1a2d1 (M126)
                    - R1b1b2a1a2d2 (M160)
                    - R1b1b2a1a2d3 (L2/S139)
                      - R1b1b2a1a2d3a (L20/S144)
                      - R1b1b2a1a2d3

                    - R1b1b2a1a2d4 (L4)
                    - R1b1b2a1a2d

                  - R1b1b2a1a2e (L165/S68)
                  - R1b1b2a1a2f (L21/S145)
                    - R1b1b2a1a2f1 (M37)
                    - R1b1b2a1a2f2 (M222/USP9Y+3636)
                    - R1b1b2a1a2f3 (P66)
                    - R1b1b2a1a2f4 (L226/S168)
                    - R1b1b2a1a2f5 (L193/S176)
                    - R1b1b2a1a2f

                  - R1b1b2a1a2

                - R1b1b2a1a

              - R1b1b2a1

            - R1b1b2a

          - R1b1b2

        - R1b1b

      - R1b1c (M335)
      - R1b1

    - R1b

  - R1
- R2 (M124) Typisch für Bevölkerungen von Südasien, mit einer mittleren Verbreitung in Zentralasien und dem Kaukasus

### R1
Haplogruppe R1 macht die Mehrheit der Haplogruppe R in Form seiner Untergruppen, R1a und R1b, aus.

### R1a
Die höchsten Konzentrationen von R1a (> 50 %) finden sich heute entlang der Eurasischen Steppe bei den oiratisch-sprachigen (ursprünglich turksprachigen) Khoton in der mongolischen Provinz von Uws (82,5 %), den Kirgisen (63,0 %), den Ishkashimi-Sprechern im Grenzbereich von Afghanistan, Pakistan und Tadschikistan (68 %), den Tadschiken von Khojant (64 %), den Sorben (63,39 %), den Schoren (58,8 %), den Polen (56,4 %), den Teleuten (55,3 %), den Ukrainern (54,0 %), den Süd-Altaiern (60,0 %) sowie in Ostindien unter den Brahmanen Westbengalens (72 %).
In Deutschland sind 30 % aller Männer Merkmalsträger von R1a. Geschichtlich tritt eine R1a (M198+, Z93-) um 2500 v. Chr. in der bronzezeitlichen Nekropole Xiaohe (um 2000 v. Chr.) im nordchinesischen Xinjiang und bei den Tarim-Mumien (um 2900 v. Chr.) auf, die den geschichtlichen Tocharern entsprechen. Alle diese Funde hatten einheimische asiatische Mütter. Zur gleichen Zeit kam R1a ab etwa 2900 v. Chr. auch zahlreich in Schnurkeramiker-Gruppen von der russisch-belarussischen Grenze bis nach Deutschland, zu den dänischen Inseln und Südschweden sowie in der späten Jamnaja-Kultur und der Aunjetitzer Kultur vor.

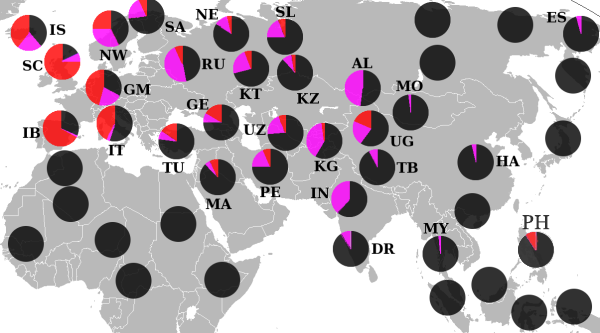
Verbreitung von R1a (violett) und R1b (rot)

R1a wurde von einzelnen Forschern in folgende geschichtliche Zusammenhänge gestellt:
1. eine mögliche Neubesiedlung Eurasiens aus dem Refugium in der Ukraine Ende der letzten Eiszeit[16][6],
2. die Expansion der Kurgankultur aus der ponto-kaspischen Steppe, die mit der Verbreitung der indoeuropäischen Sprachen einherging.[9][6]

### R1b
Die Haplogruppe R1b ist die wichtigste Haplogruppe in Westeuropa und im südlichen Ural. In Deutschland tragen 47 % der Männer R1b. Haplogruppe R1b entstand im südlichen Sibirien.

#### Ursprung
Die Y-Haplogruppe R1b ist eine Abzweigung von R1 (M173) und wird durch den Marker M343 unterschieden.
Der R1b-Stamm scheint einen viel höheren Grad an innerer Diversität als R1a zu haben, was nahelegt, dass die Mutation M343, die R1b von R1* trennt, beträchtlich früher aufgetreten sein muss als die Mutation SRY1532, die R1a von den übrigen R1-Ausprägungen unterscheidet.
Das Genographic Project (geleitet von der National Geographic Society), nimmt an, dass R1b auf der Iberischen Halbinsel entstanden ist, als diese für die damaligen Europäer ein Refugium während der Würmeiszeit bildete, und sich in der Folge von dort ausbreitete. Von dieser These wird inzwischen jedoch vermehrt Abstand genommen, da die Varianz (z. B. laut Barbara Arredi und Kollegen) in Eurasien wesentlich höher ist und nach Westeuropa hin kontinuierlich abnimmt, wobei zugleich die Menge der SNPs zunimmt. Dies deutet darauf hin, dass die iberische Population wesentlich jünger ist. Dabei bildet auch die (bis in die Jungsteinzeit zurückverfolgbare) baskische R1b-Population keine Ausnahme.
Inzwischen geht man vermehrt davon aus, dass die Westeuropäer auf keinen Fall älter als 10.000 Jahre sind und vor diesem Zeitpunkt entweder in Afrika, oder in Asien lebten. Von afrikanischen Wissenschaftlern wurde die These geäußert, dass sich die späteren Westeuropäer in der damals noch fruchtbaren Sahara aufhielten und durch das Austrocknen der Sahara über das Mittelmeer nach Südeuropa einwanderten. Dafür spricht die Subclade V88, die eindeutig mit der Ausbreitung der tschadischen Sprachen verbunden wird. Zumindest im Neuen Reich Ägyptens war R1b dort vertreten. Russische Wissenschaftler sind dagegen der Meinung, dass sich R1b vom Altai aus ausbreitete und seine Merkmalsträger ursprünglich eine Turksprache sprachen. Sie schließen R1b als Träger der indogermanischen Ursprache aus. Dieser These widerspricht jedoch die Existenz uralter R* und R1* im östlichen Iran, Pakistan, Afghanistan und Indien, wenn auch in kleiner Menge. Die Frage, wie R1b genau nach Europa kam, ist daher nach wie vor nicht eindeutig zu beantworten.

#### Heutige Verbreitung
In Europa ist R1b (mit den Untergruppen R1b1 und R1b3, früher Hg1 und Eu18 genannt) die häufigste Y-Haplogruppe. Die Konzentration erreicht in Teilen des nordwestlichen Irland 98 %, in Nord- und Westengland, Spanien, Portugal und Irland bis zu 90 % und im südöstlichen England und den Niederlanden noch etwa 70 %. Darüber hinaus ist R1b in einigen Teilen Algeriens mit etwa 10 % vertreten.

### R2
90 % der R2-Träger werden auf dem Indischen Subkontinent gefunden. R2 wurde ebenfalls im Kaukasus und in Zentralasien entdeckt.
R2 (M124) entstand vor ungefähr 25.000 Jahren im südlichen Zentralasien. Seine Träger wanderten nach Süden als Teil der zweiten großen Auswanderungswelle nach Indien (die erste Einwanderung von Menschen auf den Subkontinent vor etwa 50.000 oder 60.000 Jahren hatte aus afrikanischen Migranten bestanden, die stets entlang der Küsten gewandert waren). Die fast ausschließliche Existenz von R2 in Indien könnte auch bedeuten, dass die Verzweigung von R in R1 und R2 in Mittelindien oder in Westindien geschah.